# Байрак (річка)
Байрак — річка в Україні, у Вінницькому районі Вінницької області, ліва притока Воронки (басейн Південного Бугу).

## Опис
Довжина річки приблизно 11 км. Формується з багатьох безіменних струмків та водойм.

## Розташування
Бере початок на заході від села Обідне. Тече переважно на південний захід через Степанівку, Побережне і у Вороновиці впадає у річку Воронку, ліву притоку Південного Бугу.
За даними Ю.С. Гаврикова біля с. Степанівка бере початок річка Воронка, а даний водотік є її частиною (верхньою течією). 
Річку перетинає автомобільна дорога М12